# Classic Sud Ardèche 2017
La Classic Sud Ardèche 2017, diciassettesima edizione della corsa e valevole come evento dell'UCI Europe Tour 2017 categoria 1.1, si svolse il 25 febbraio 2017 su un percorso di 209 km, con partenza e arrivo a Guilherand-Granges, in Francia. La vittoria fu appannaggio dell'italiano Mauro Finetto, che completò il percorso in 5h21'09", alla media di 39,047 km/h, precedendo i connazionali Mattia Cattaneo e Francesco Gavazzi.
Sul traguardo di Guilherand-Granges 99 ciclisti, su 127 partenti, portarono a termine la competizione.

## Squadre e corridori partecipanti
| N.    | Cod. | Squadra                      |
| ----- | ---- | ---------------------------- |
| 1-8   | COF  | Cofidis                      |
| 11-18 | FDJ  | FDJ                          |
| 21-28 | ALM  | AG2R La Mondiale             |
| 31-38 | DMP  | Delko-Marseille Provence-KTM |
| 41-48 | DEN  | Direct Énergie               |
| 51-58 | FVC  | Fortuneo-Vital Concept       |
| 62-68 | CJR  | Caja Rural-Seguros RGA       |
| 71-78 | AND  | Androni Giocattoli-Sidermec  |
| 81-88 | WGG  | Wanty-Groupe Gobert          |

| N.      | Cod. | Squadra                      |
| ------- | ---- | ---------------------------- |
| 91-98   | WVA  | WB Veranclassic Aqua Protect |
| 101-108 | RNL  | Roompot-Nederlandse Loterij  |
| 111-118 | CCC  | CCC Sprandi Polkowice        |
| 121-128 | SVB  | Sport Vlaanderen-Baloise     |
| 131-137 | ABS  | Aqua Blue Sport              |
| 141-148 | ADT  | Armée de Terre               |
| 151-158 | AUB  | HP BTP-Auber93               |
| 161-168 | RLM  | Roubaix Lille Métropole      |

## Ordine d'arrivo (Top 10)
| Pos. | Corridore         | Squadra    | Tempo    |
| ---- | ----------------- | ---------- | -------- |
| 1    | Mauro Finetto     | Delko-Mar. | 5h21'09" |
| 2    | Mattia Cattaneo   | Androni    | s.t.     |
| 3    | Francesco Gavazzi | Androni    | s.t.     |
| 4    | Eduardo Sepúlveda | Fortuneo   | s.t.     |
| 5    | Pierre Latour     | AG2R       | s.t.     |
| 6    | Arthur Vichot     | FDJ        | s.t.     |
| 7    | Julien Simon      | Cofidis    | s.t.     |
| 8    | Martijn Budding   | Roompot    | s.t.     |
| 9    | lilian Calmejane  | Direct     | s.t.     |
| 10   | Anthony Delaplace | Fortuneo   | s.t.     |